# Henk Zwart

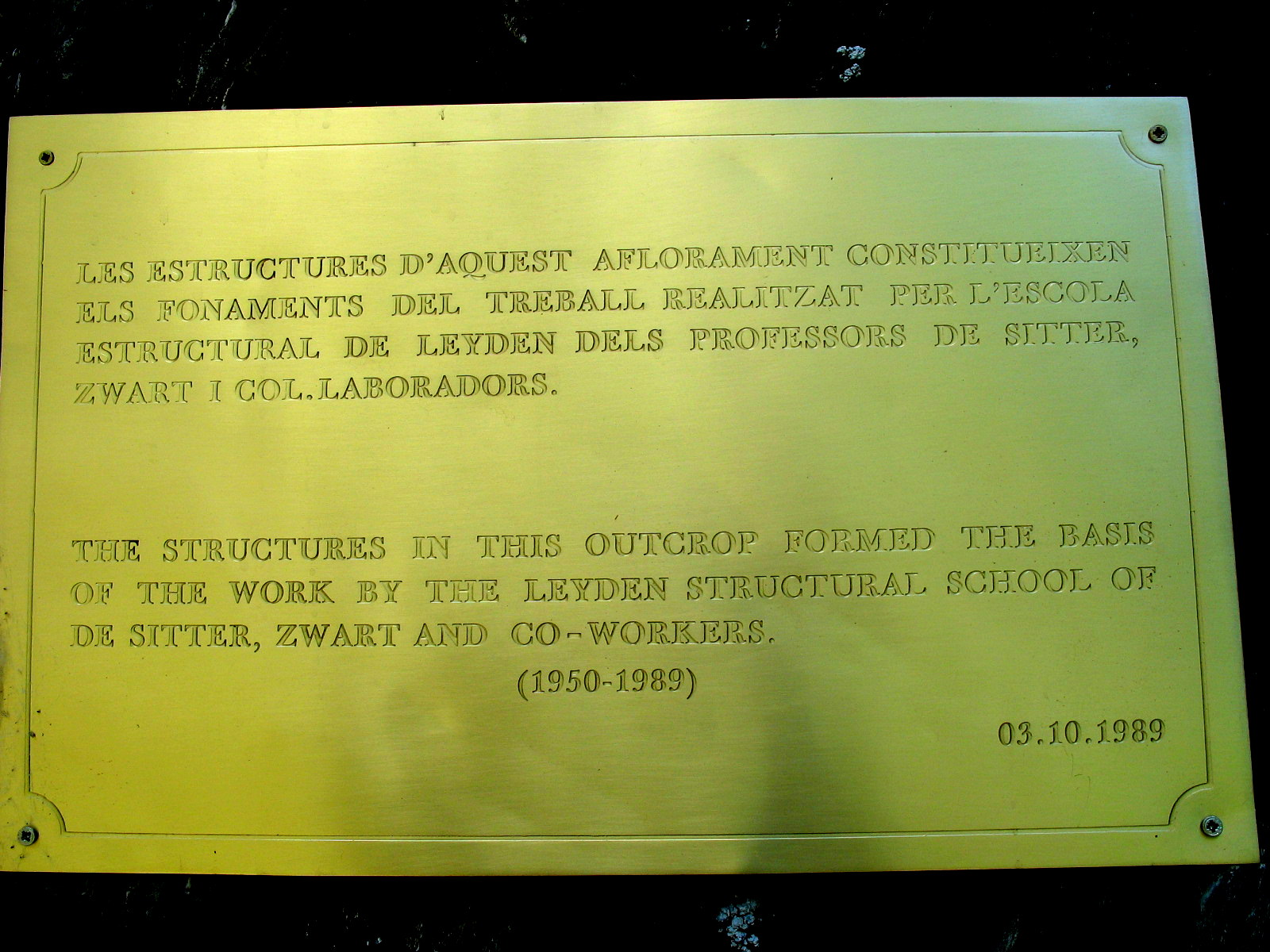
Gedenktafel für Zwart, Ulbo de Sitter u. a. in der Pyrenäen

Henk Zwart (* 30. März 1924 in Enschede; † 18. November 2012) war ein niederländischer Geologe und Petrograph, der sich mit Strukturgeologie (Tektonik) und Petrographie metamorpher Gesteine befasste.
Zwart studierte Geologie an der Universität Leiden und wurde bei Ulbo de Sitter über tektonische Strukturen in metamorphen Gesteinen der französischen Pyrenäen (Massif von St. Barthelemy) promoviert. In den Jahren darauf kartierte er für de Sitter umfangreich in den Pyrenäen. 1966 wurde er Professor in Aarhus und 1969 der Nachfolger von Ulbo de Sitter in Leiden. Er baute in Leiden und ab 1980 an der Universität Utrecht, wohin seine Abteilung aus Leiden umzog, ein Labor für experimentelle Petrographie auf. Insbesondere untersuchte er die Rekonstruktion geodynamischer und metamorpher Prozesse aus von ihm neu entdeckten Mikrostrukturen in metamorphen Gesteinen, auf die er durch Zufall stieß (ein Präparator fertigte Dünnschliffe metamorpher Gesteine nicht wie damals üblich senkrecht zur Richtung der Streifen, sondern parallel dazu an). 1988 wurde er emeritiert. Sein Hauptforschungsgebiet waren die Pyrenäen, die Alpen und die Kaledoniden (Skandinavien), und er leistete grundlegende Beiträge zur Unterscheidung von Orogenese vom alpinen Typ von der vom variszischen Typ.
Seit 1973 war er Mitglied der Königlich Niederländischen Akademie der Wissenschaften (KNAW).